# Джон Гаррісон
Джон Гаррісон (англ. John Harrison, 24 березня 1693 — 24 березня 1776) — британський винахідник, годинникар-самоук, який винайшов морський хронометр, довгоочікуваний пристрій для розв'язання задачі розрахунку географічної довготи при морських подорожах.
Син теслі з Йоркширу (Королівство Англія). Допомагаючи батькові в роботах, у вільний час вивчав фізику. 1725 року винайшов компенсацію маятника стрижнями (для усунення впливу температури на період коливання). Директор Гринвіцької обсерваторії Галлей рекомендував його Грегему, який після багатьох дослідів визнав систему Гаррісона зручнішою за власну.
У 1735 році Гаррісон закінчив свій перший морський хронометр, який дозволив розв'язати проблему точного визначення довготи під час тривалих морських подорожей. Проблему вважали настільки важкою і нагальною, що Британське адміралтейство призначило ще 1713 року за її розв'язання нагороду -- 20000 фунтів стерлінгів, що сьогодні дорівнює 4,72 млн доларів. Гаррісон створив  ще три інструменти, кожен менший і більш точний за свого попередника, які надавали можливість визначати положення корабля в морі з точністю до 1°, за що отримав медаль Коплі та 20000 фунтів стерлінгів.
Згодом Гаррісон досяг високого ступеня досконалості, виготовляючи хронометри.

## Молоді роки
Джон Гаррісон народився в Фоулбі, поблизу міста Вейкфілд у West Riding of Yorkshire, і був першим із п'яти дітей у родині. Його батько працював столяром поблизу маєтку Ностелл Пріорі. Будинок, що стоїть на місці де був їхній родинний дім має синю табличку.
Близько 1700, родина Гаррісонів переїхала до селища Лінкольншир у Barrow upon Humber. Як і його батько, Гаррісон у вільний час створював і лагодив годинники. Свідчать, що ще шестирічним, коли він був у ліжку під час лікування від віспи, від нудьги йому давали годинник і той проводив години слухаючи його і вивчаючи рухомі елементи.
Він також захоплювався музикою, і зрештою став дириґентом парафіяльної церкви Барроу.

## Кар'єра

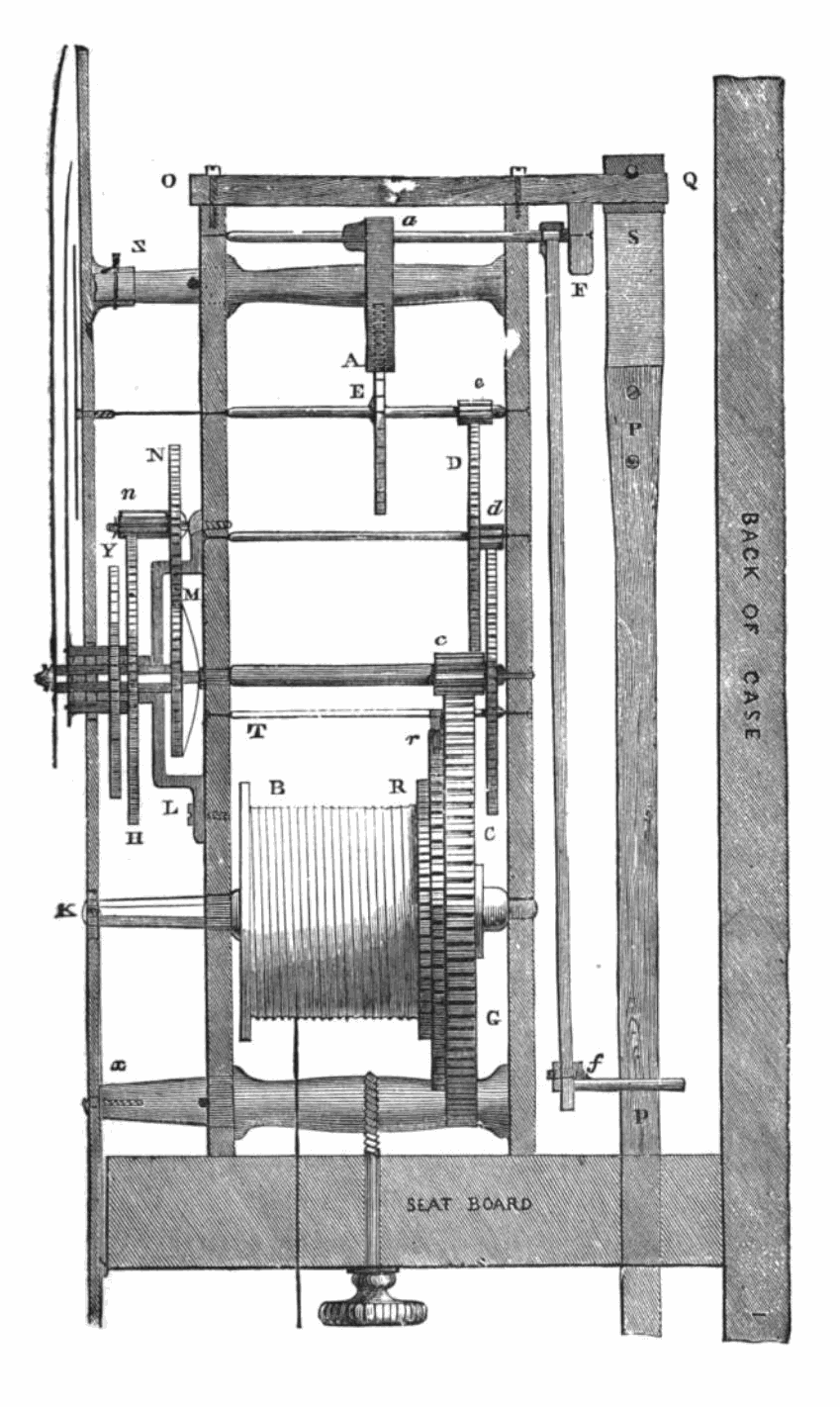
Креслення рухомого механізму англійського годинникової шафи із середини 1800-их

Гаррісон побудував свою першу годинникову шафу 1713 р., у 20-річному віці. Механізм було виконано цілком із дерева, що для столяра є основним робочим матеріалом. Три з перших дерев'яних годинники, які зробив Гаррісон збереглися: перший (1713) -- у колекції товариства годинникарів, що раніше був у Ґілдголлі в Лондоні, а від 2015 його виставлено в Музеї науки. Другий (1715) також у лондонському Музеї науки; і третій (1717) -- у Ностелл Пріорі в Йоркширі, на фронтальній частині нанесено підпис "Джон Гаррісон Барроу". 
На початку 1720-их, Гарріссону доручили зробити новий годинник для вежі в парку Броклсбі в Північному Лінкольнширі. Годинник досі працює, і як його попередники він має рухомий механізм із дуба і залізного дерева. На відміну від перших годинників, він має деякі оригінальні механізми для поліпшення хронометражу, наприклад кониковий спускний механізм. В період між 1725 і 1728, Джон і його брат Джеймс, також професійний столяр, зробили принаймні три точні годинники, також із дуба і залізного дерева. 